# Coq Hardi
Coq Hardi is een Belgisch bier van lage gisting. Het bier wordt gebrouwen door Brouwerij Haacht te Boortmeerbeek. Het is een blonde pils met een alcoholpercentage van 5,5%.
In 1972 fusioneerde de Rijselse brouwerij “La Brasserie du Coq Hardi” met Brouwerij Haacht. Sinds dan wordt het Coq Hardi gebrouwen. Het bier wordt enkel verkocht in Frankrijk.